# Le Moine de Moka
Le Moine de Moka (The Monk of Mokha , 2018), publié en français en 2019, est un récit non fictif, ou biographie, ou roman, de l'écrivain américain Dave Eggers.

## Contexte
Le récit se présente comme la biographie d'un personnage réel, non fictif, comme une œuvre documentaire, à base d'entretiens (2015-2018) de l'auteur avec Mokhtar Alkanshali, américain d'origine yéménite, et de visites diverses.
Cette histoire vraie permet, à la manière d'Erik Orsenna, de dresser une histoire du (commerce du) café, dans le cadre de l'histoire récente du Yémen (2014-2015, Opération Tempête décisive, Opération Restaurer l'espoir), à travers des expériences réputées vécues, vraisemblables. 
S'y dessine un tableau partiel de la communauté américano-yéménite et plus généralement des communautés arabo-américaines.
Tous les bénéfices sont destinés à abonder les fonds de l'association de promotion du café yéménite de qualité, au profit des producteurs yéménites.

## Résumé
Le texte retrace (à peine) une enfance new-yorkaise (Brooklyn), une adolescence à San Francisco (Tenderloin) avec la famille (dont le père Wallead), un an de ressourcement à Ibb chez le grand-père Hamood et la grand-mère Zafaran.
La débrouillardise du garçon (on parle arabe à la maison, anglais à l'école, espagnol au magasin)  le pousse, hors de l'école, à s'exercer à divers métiers : vente de vêtements Banana Républic, de chaussures de luxe, ambassadeur de hall (portier d'hôtel) à l’Infinity, vendeur de voitures Honda.
Parmi les références de ses non-études : Le Capital, Les damnés de la terre, Edward Saïd.
Une amie lui fait découvrir, en face de l’Infinity Hotel, la statue d'un homme yéménite à café, devant ce qui avait été le siège de l’Arabian Coffee and Spice Mills.
Ses lectures sur l'histoire du café (Baba Budan, Pieter van de Broecke, Gabriel de Clieu, Francisco de Melo Palheta, Franz Georg Kolschitsky, James Freeman et la Blue Bottle Coffee (en)...
Grâce aux amis et aux parents, Giuliano, Ghassan Toukan, Omar Ghazali, Graciano Cruz, Thomas Hunt, oncle Rafik, Tadesse Meskela, Willem Boot, oncle Muteb, Jodi Wieser, Stephen Ezell, Marlee Benaefield, Mosed Shayed, Satori Kato, Alfred Peet, Howard Schultz (de Starbucks), Jacob Boot, Andrew Nicholson, Tawakkol Karman, et beaucoup de bonnes volontés, malgré des difficultés sans nombre.
Il parvient à mener ses recherches au Yémen (en évoquant le qat et le qichr), à découvrir de rares producteurs de talent, à motiver des responsables (en pleine guerre civile et étrangère, où il se retrouve « citoyen américain d'origine yéménite menacé par le largage de bombes américaines par l'armée saoudienne »), à obtenir l'agrément du Coffee Quality Institute (CQI-NY), équivalent américain du britannique Chartered Quality Institute (en) (CQI-UK), à attirer et fidéliser une clientèle de qualité pour un produit de très haute qualité (la troisième vague du café).